# Melancholia
Melancholia er en science fiction dramafilm fra 2011, skrevet og instrueret af Lars von Trier, med Kirsten Dunst, Charlotte Gainsbourg og Kiefer Sutherland i hovedrollerne. Den fik verdenspremiere på filmfestivalen i Cannes 2011, og Kirsten Dunst modtog prisen som festivalens bedste kvindelige skuespiller for sin rolle i filmen. Udendørsscenerne til filmen blev optaget på Tjolöholms slott i Sverige.
Filmen er den anden i Triers uofficielle Depressions-trilogi, forudgået af Antichrist i 2009 og efterfulgt af Nymphomaniac i 2013.

## Handling
Filmen starter med at Jorden bliver tilintetgjort og hopper derefter bagud i tiden. Historien handler om to søstre, Justine og Claire (Kirsten Dunst og Charlotte Gainsbourg). I starten af filmen bliver Justine gift med Michael (Alexander Skarsgård). Kort tid efter brylluppet bliver Justine melankolsk, hvilket gør at hun er rolig da det bliver klart at Jorden er truet af undergang fordi den vil kollidere med en anden planet. Derimod er Claire fuld af frygt for fremtiden.

## Medvirkende
- Kirsten Dunst – Justine
- Charlotte Gainsbourg – Claire
- Kiefer Sutherland – John
- Charlotte Rampling – Gaby
- Jesper Christensen – Little Father, butler
- John Hurt – Dexter
- Alexander Skarsgård- Michael
- Stellan Skarsgård – Jack
- Brady Corbet – Tim
- Udo Kier – Bryllupsarrangør

## Indspilning
Flere af filmens udendørsscener er optaget ved Tjolöholms slott i Sverige.

## Modtagelse
Melancholia blev modtaget meget blandet af kritikken, både i internationale og i danske medier. En række anmeldere roste filmen i høje toner som Aaron Hillis fra Moving Pictures Network: "the intimacy and rich, award-worthy performances ultimately sell this meditation on overwhelming angst as a supreme, matured step forward for von Trier." og Raffi Asdourian i The Film Stage: "Lars von Trier, the notorious bad boy maestro of Cannes, has delivered a new masterpiece in the form of the apocalyptic Melancholia." mens andre fandt filmen kedelig som Todd McCarthy fra Hollywood Reporter: "The Danish director's brooding contemplation of the planet's demise is a bit of a bore"
Blandt danske anmeldere havde Søren Høy fra Jyllands-Posten mange roser: "'Melancholia' er i Guldpalme-klasse". Kim Skotte i Politiken var lidt mere forbeholden og skriver blandt andet "At bruge en familiefest som kerne i historien er jo mildest ikke noget nyt og desværre bruger Lars von Trier ikke grebet afgørende anderledes.", men gav dog filmen fire af seks mulige hjerter.